# Cassette (fiets)

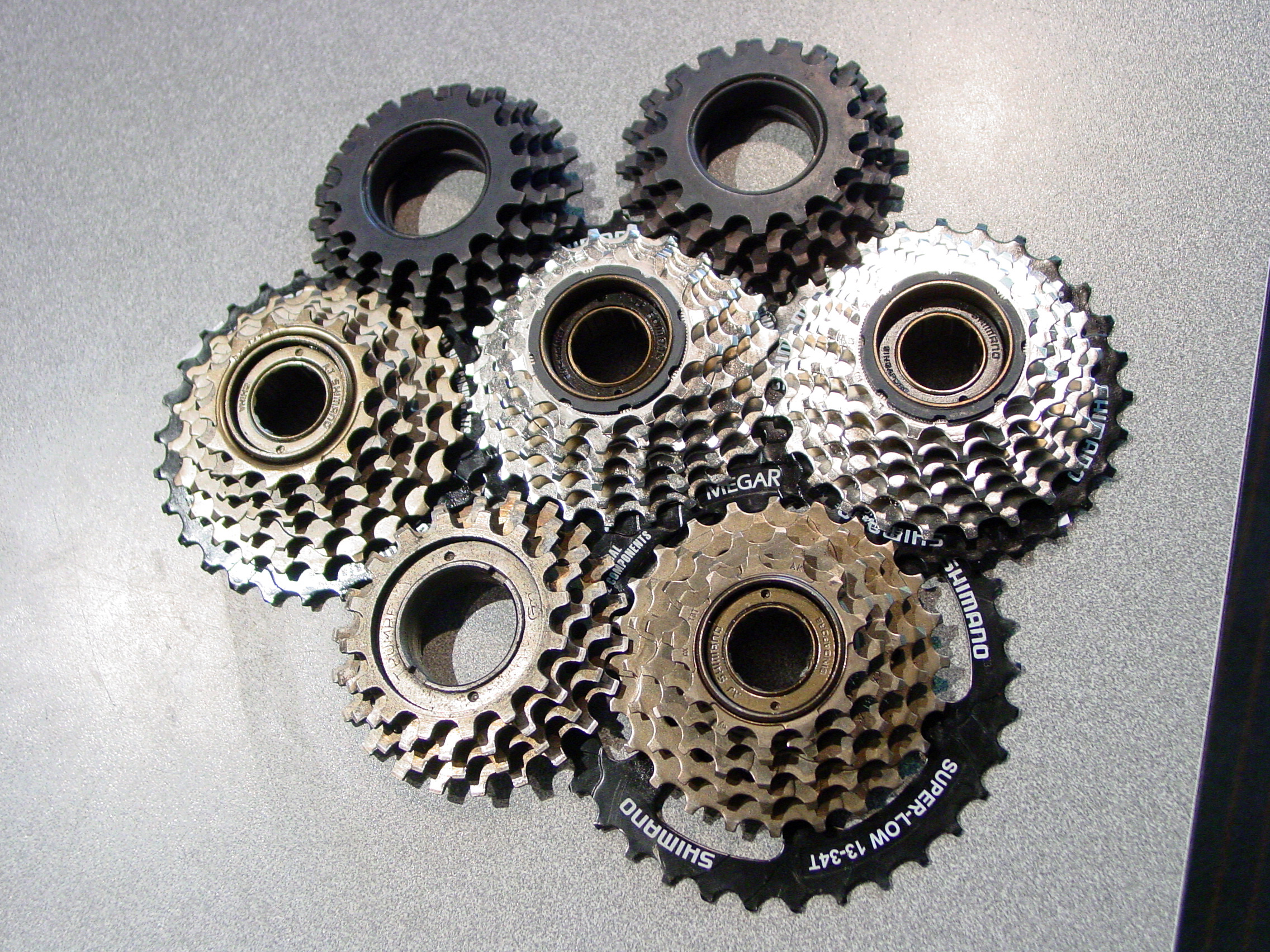
Een verzameling cassettes, in dit geval freewheels/opschroefcassettes.

Een cassette, ook wel vanwege de historische traditie  "pignon" genoemd, bij een fiets, is de verzamelnaam voor alle kettingwielen van het achterwiel, gebruikt in de kettingaandrijving. De cassette maakt deel uit van de zogenaamde groep, een verzamelnaam voor alle bewegende fietsonderdelen.

## Kettingwielaantallen

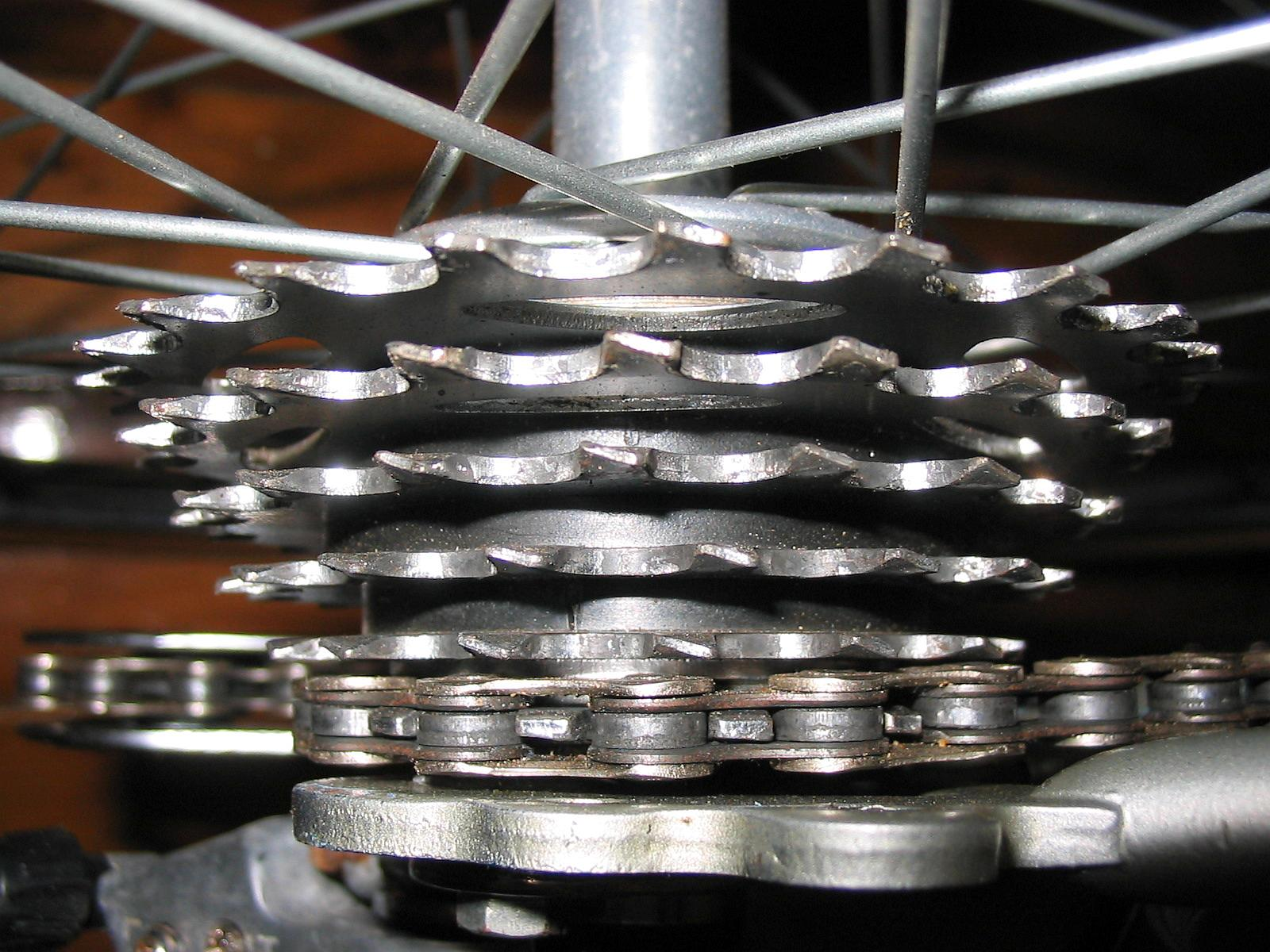
Detail cassette met fietsketting

Het aantal kettingwielen op het achterwiel lag voor de Tweede Wereldoorlog op maximaal vier. Dit aantal evolueerde vanaf de late jaren 50 naar vijf, in de jaren zeventig naar zes, en begin jaren 80 naar zeven kettingwielen. In de jaren 90 werd het aantal kettingwielen naar acht gebracht. Deze stappen werden bereikt door het toepassen van smallere vulringen tussen de kettingwielen, een smallere ketting en het meermaals verbreden van de ruimte tussen de achtervork van de fiets. Door middel van smallere kettingwielen en een nog smallere fietsketting zijn sindsdien ook cassettes met negen, tien en of zelfs wel 11 kettingwielen in omloop. Het versmallen heeft echter wel invloed op de levensduur van de ketting en kettingwielen.
Het aantal kettingwielen van een cassette wordt veelal aangeduid met het begrip 'speed'; een cassette met zeven kettingwielen wordt een 7-speedcassette genoemd, één met acht kettingwielen een 8-speedcassette, één met negen kettingwielen een 9-speedcassette et cetera. Bij mountainbikes is het aantal kettingwielen bij de duurdere groepen nog altijd tien, maar bij racefietsen zijn de duurdere groepen uitgerust met een 11-speedcassette. 10-speed wordt thans door de meeste fietsers als voldoende beschouwd; meer kettingwielen betekent meer gewicht en mogelijk nog smallere kettingen en kettingwielen hetgeen de kwaliteit en levensduur niet ten goede komt. Desondanks introduceerde fabrikant Campagnolo in 2008 de eerste 11-speed voor haar drie topgroepen Chorus, Record en Super Record, met overigens een nog lager gewicht dan haar voorganger.

## Opbouw

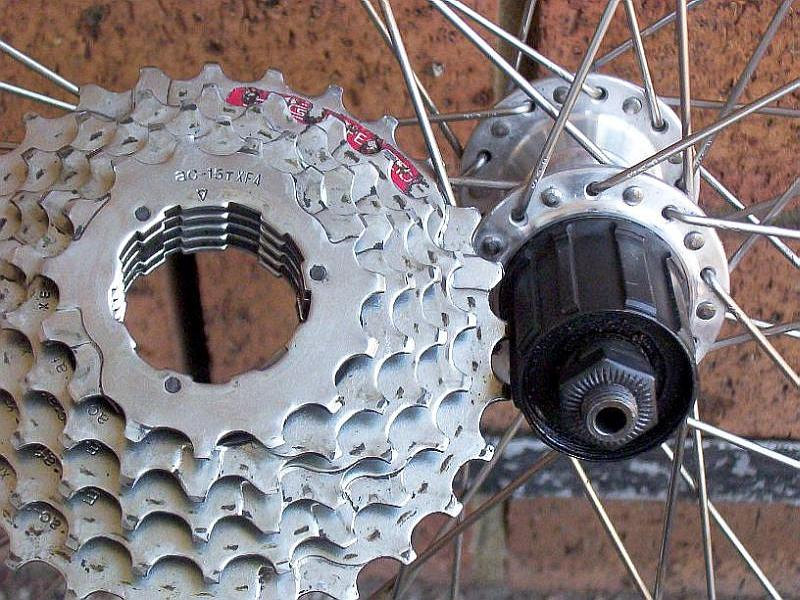
Losse cassette en het achterwiel met op de as de gemonteerde freehub body

De moderne cassette is veelal bevestigd op een zogeheten body, die een freewheel-mechanisme bevat waardoor het mogelijk is tijdens het fietsen de trappers stil te houden alsook achteruit te trappen. Deze body is op zijn beurt aan de naaf van het achterwiel bevestigd. Tussen de kettingwielen individueel zijn vulringen geplaatst die voor een vaste afstand tussen de kettingwielen zorgen. Een moderne cassette zit door middel van een bijbehorende sluitring aan de body gemonteerd.
De cassette is zo opgebouwd dat het kleinste kettingwiel aan de buitenkant van de fiets zit en het grootste kettingwiel aan de binnenkant (vlak bij het wiel). Hiertussen lopen de kettingwielen gelijkmatig op van klein naar groot. Het kleinst mogelijke kettingwiel heeft negen tanden. Kleiner is niet mogelijk. Dit laat namelijk de standaard diameter van de achteras niet toe.
Cassettes worden verkocht met verschillende maten kettingwielen. Bijvoorbeeld een 11-23T-cassette. Dit wil zeggen een cassette die oploopt van 11 tanden op het buitenste kettingwiel, naar 23 tanden op het binnenste kettingwiel. De 11-23T-cassette wordt veelal gebruikt door profwielrenners. De 12-25T, een cassette met veel meer mogelijkheden, wordt veelal gebruikt door de meer recreatieve fietser. Zij beschikken graag over een wat kleinere versnelling - vandaar een kettingwiel met 25 tanden op het grootste kettingwiel. Andere voorbeelden zijn de 12-27T die evenals de 12-25T voornamelijk door recreatieve fietsers worden gebruikt, en de 11-32T, 11-34T en 12-34T, welke laatste drie voornamelijk door mountainbikers worden gebruikt. Voor nieuwelingen en junioren zijn er de junioren-cassettes met een kleinste krans van 14 tot 16 tanden. Uiteraard zijn er meer en andere verhoudingen mogelijk.

## Korte uitleg over versnellingen
Over de cassette loopt een ketting die door de achterderailleur van een kleiner naar een groter kettingwiel verplaatst kan worden en vice versa. Wanneer de ketting op het kleinste kettingwiel ligt, is de versnelling het grootst: er wordt dan met één omwenteling van de trappers de grootst mogelijke afstand afgelegd. Voor het aan versnelling verwante begrip verzet geldt de regel: hoe groter de versnelling, hoe groter het verzet en des te groter de benodigde kracht voor één omwenteling. Dit verklaart waarom bergop-fietsen met een kleinere versnelling (en dus kleiner verzet) aanzienlijk gemakkelijker gaat dan met een grote versnelling. Voorts geldt dat bij een constant aantal trapomwentelingen, de snelheid van een fietser rechtevenredig is met de grootte van het verzet. Oftewel: hoe groter het verzet, hoe groter de snelheid van de fietser.

## Merken

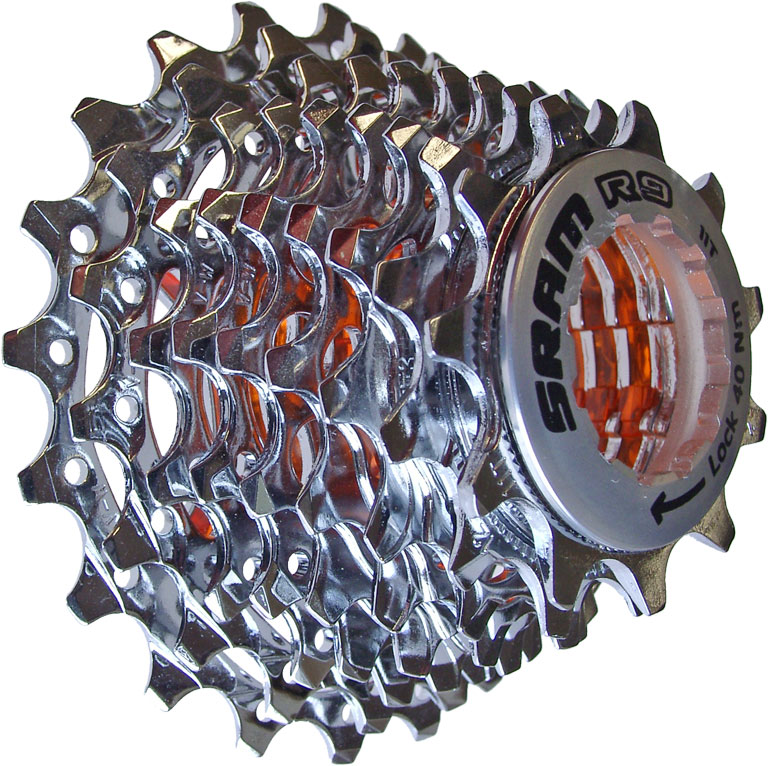
Een cassette van het merk SRAM

De volgende fabrikanten produceren cassettes in combinatie met een groep:
- Campagnolo;
- Shimano;
- SRAM.

De cassettes van SRAM worden vaak gebruikt door Shimano-gebruikers. SRAM-cassettes zijn namelijk compatibel met Shimano. Er zijn ook nog andere fietsonderdelenfabrikanten die weliswaar geen volledige groep produceren maar wel bepaalde onderdelen ervan, zoals cassettes. Gedacht kan worden aan BBB, Miche en Marchisio.